# Brachiaria atrisola
Brachiaria atrisola là một loài thực vật có hoa trong họ Hòa thảo. Loài này được (R.D.Webster) B.K.Simon mô tả khoa học đầu tiên năm 1992.